# خیبر (روانسر)
خیبر یک روستا در ایران است که در شهرستان روانسر استان کرمانشاه واقع شده‌است..

## جمعیت
این روستا در دهستان زالوآب قرار دارد و براساس سرشماری مرکز آمار ایران در سال ۱۳۸۵، جمعیت آن ۱۳۶ نفر (۳۰ خانوار) بوده‌است.